# 坦纳 (德国)
坦纳（德語：Tanna，發音：[ˈtana]）是德国图林根州萨勒-奥拉县的城市，面积87.35平方千米，人口为人。